# Aserbajdsjans Nationale Videnskabsakademi
Aserbajdsjans Nationale Videnskabsakademi (azeri: Azərbaycan Milli Elmlər Akademiyası, AMEA) er det nationale videnskabernes selskab i Aserbajdsjan, som etableredes den 23. januar 1945 som Videnskabsakademiet i Aserbajdsjans SSR af den Aserbajdsjanske Sovjetsocialistiske Republik. Det blev omdøbt til sit nuværende navn efter Sovjetunionens sammenbrud og Aserbajdsjans uafhængighed i 1991. Det består af hovedakademiet og dets filialer samt et netværk af videnskabelige institutter fra hele Aserbajdsjan. Hovedkvarteret for Aserbajdsjans nationale akademi er i Baku.